# Powiat brzozowski (II Rzeczpospolita)
Powiat brzozowski – powiat województwa lwowskiego II Rzeczypospolitej. Jego siedzibą było miasto Brzozów. 1 sierpnia 1934 r. dokonano nowego podziału powiatu na gminy wiejskie.

## Starostowie
- Karol Mariański (1918-1920)[2]
- dr Czesław Trembałowicz (1920-1927)[2]
- Adam Skarżyński (1926-)[3]
- Aleksander Ulm (1927-1929)[4][5][6][2]
- Bronisław Nazimek (11 września 1929[7] - lipiec 1933[8])[2]
- Leopold Borysławski (1933[9]-1936[10])[2]
- Andrzej Tylko (1936-1937)[11][12][13][14][15][2]
- Jan Pomiankowski (wrzesień 1937 - 8 września 1939)[16][17][2]

Zastępcy
- Jan Chmielowski (1929-)[18]

## Gminy wiejskie w 1934 r.
- Dynów
- Nozdrzec
- Dydnia
- Grabownica Starzeńska
- Haczów
- Domaradz
- Przysietnica

## Miasta
- Brzozów